# Fryderyk Buchholtz

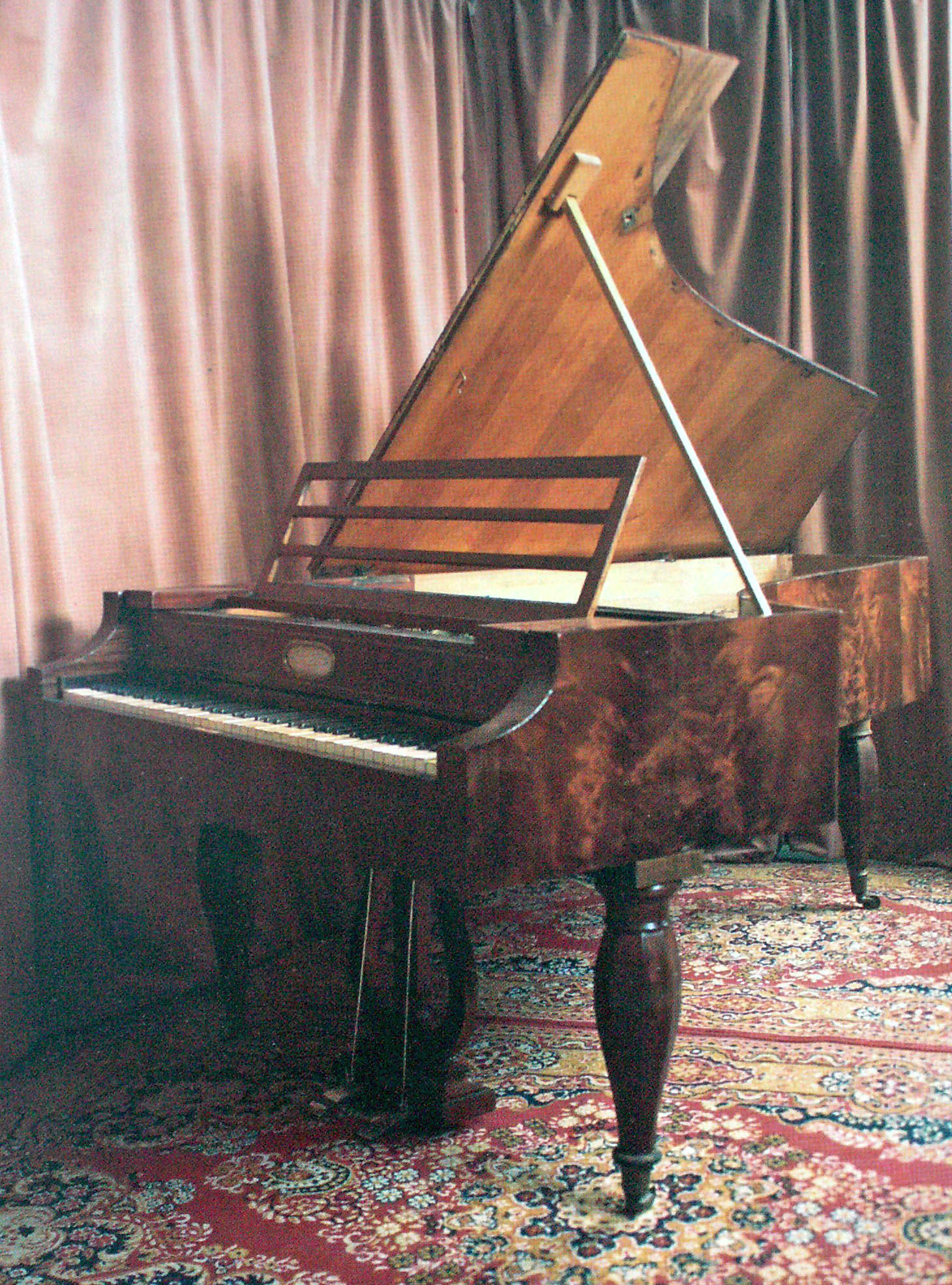
Fortepian Fryderyk Buchholtz, ok. 1835 r.

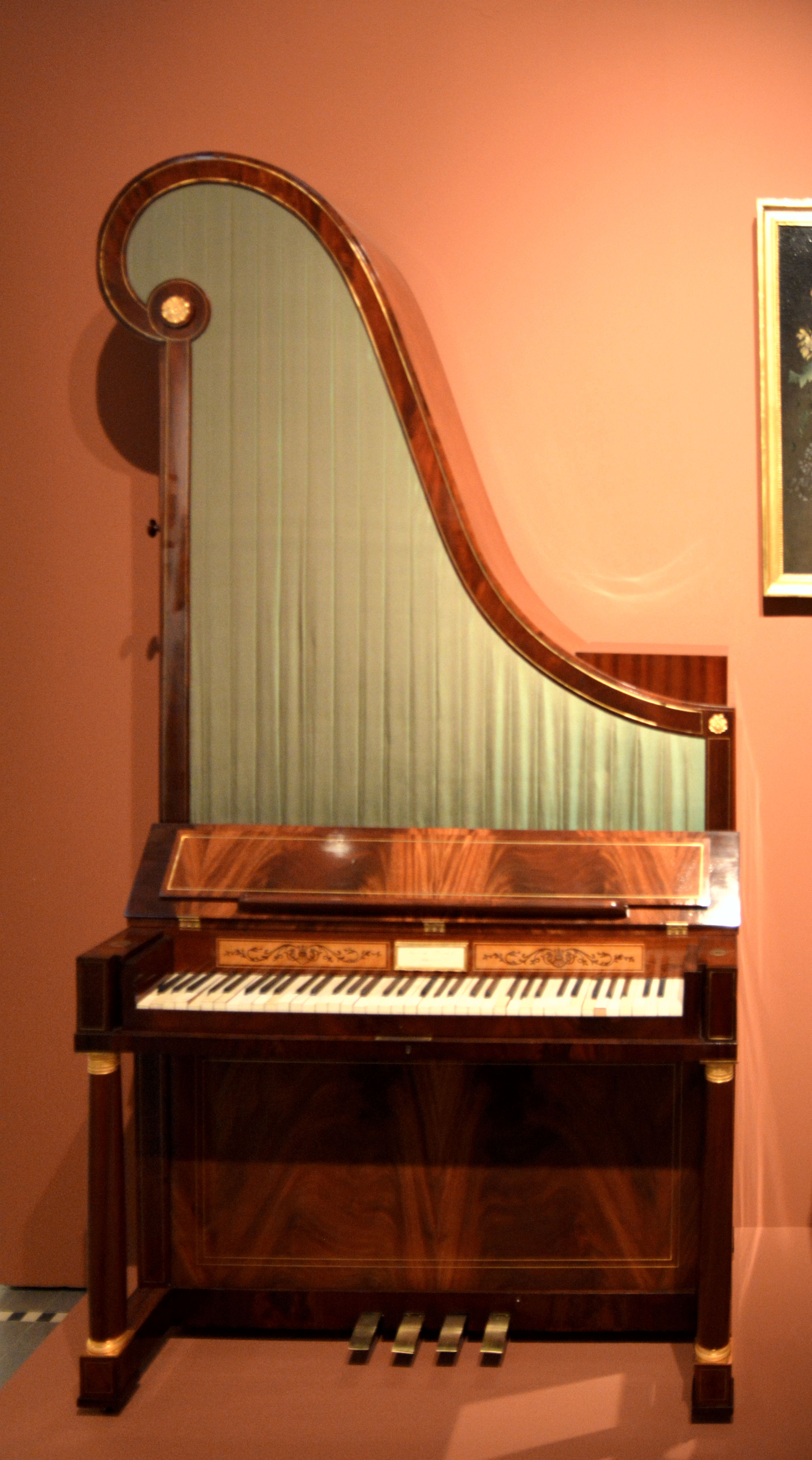
Fortepian-żyrafa; Fryderyk Buchholtz, ok. 1820 r.)

Fryderyk Buchholtz (ur. 16 maja 1792 w Hohenstein, Prusy, zm. 15 maja 1837 w Warszawie – fortepianmistrz, organmistrz, majster cechowy, starszy cechu (1825–1826),

## Życiorys
Syn osiadłego w Warszawie Andrzeja i Ewy z Pohlów. Jako czeladnik stolarski wyruszył z Warszawy na wędrówkę. Ok. 1815 powrócił z dyplomem organmistrza i założył wytwórnie fortepianów, ul. Mazowiecka 1352 (1825 odkupił dom i posesję). Ok. 1817–1819 wraz z W. Bauerem i W. Jansenem wystąpił do władz o utworzenie Zgromadzenia Organmistrzów. Początkowo budował fortepiany żyrafy z rejestrami fagotowym i janczarskim szybko zdobywając uznanie. Takie instrumenty eksponował na wystawach warszawskich 1823 (nagrodzony medalem srebrnym, średnim) i 1825. W 1825 eksponował również, zbudowany wspólnie z F. Brunnerem, melodicordion, nagrodzony pochwałą za wykonanie. Po 1825 ograniczył się do fortepianów skrzydłowych z mechaniką wiedeńską i na zamówienie angielską. Od 1826 budował instrumenty typu angielskiego na wzór przywiezionego z Londynu przez M. Szymanowską. W 1827 jako pierwszy w Kongresówce zastosował metalowe wsporniki ramy, osnowy skrzyni i eliminację dna skrzyni fortepianu. W latach 30. wraz z synem Julianem zbudował na zamówienie fortepian z podnośnikiem tłumików, rozdzielonym na rejestr dolny i górny. Jego instrumenty zyskały wśród muzyków uznanie jako jedne z najlepszych. Częstym gościem domowego salonu artystycznego i składu fabrycznego był F. Chopin, który zakupił fortepian Buchholtza (spalony podczas powstania styczniowego). Na instrumentach Buchholtza koncertowali m.in. w 1837 w Warszawie J. Prombereger z Wiednia. Jego pracownikami byli m.in. J. Manniing (ok. 1826–1837), J. Kerntopf (1830–1839) i J.S. Luboradzki (ok. 1822–1826). Z prac organmistrzowskich Buchholtza znane są jedynie przebudowy organów w Chełmie Pelplinie. Z małżeństwa (1819) z Emilią z Boratyńskich miał 15 dzieci, m.in. Juliana, Alojzego (ur. 1822), Matyldę Dobrowolską (1825–1910). Pochowany na cmentarzu ewangelicko-augsburskim w Warszawie. Po jego śmierci wytwórnię prowadziła żona (z pomocą J.S. Luboradzkiego), a ok. 1841–1846 syn Julian. 
Do dziś zachowało się kilka instrumentów Buchholtza m.in. żyrafa (Muzeum Warszawa), skrzydłowe (Muzeum Poznań, Towarzystwo im. Fryderyka Chopina w Warszawie, Pałacyk w Antoninie). W 2017 roku Narodowy Instytut Fryderyka Chopina zlecił wykonanie kopii fortepianu Buchholtza  Paulowi McNulty'emu. Instrument został wykorzystany na
I i II Międzynarodowym Konkursie Chopinowskim na Instrumentach Historycznych w Warszawie (2018 i 2023).